# M-teorie
M-teorie je fyzikální teorie, která sjednocuje všechny konzistentní verze teorie superstrun. Edward Witten poprvé předpokládal existenci takové teorie na konferenci teorie strun na Univerzitě Jižní Kalifornie v roce 1995. Wittenovo sdělení spustilo příval výzkumných aktivit známých jako druhá superstrunová revoluce. Před Wittenovým oznámením identifikovali teoretičtí fyzikové pět verzí teorie superstrun. Ačkoli se tyto teorie zpočátku jevily jako velmi odlišné, ukázalo se, že tyto teorie spolu souvisí složitým a netriviálním způsobem. Fyzici zjistili, že zjevně odlišné teorie lze sjednotit matematickými transformacemi nazývanými S-dualita a T-dualita. Wittenova domněnka byla založena částečně na existenci těchto dualit a částečně na vztahu teorií strun k teorii pole zvané jedenáctirozměrná supergravitace.

## Historie
Do roku 1984, tzv. první superstrunové revoluce, byla jediným kandidátem na teorii všeho teorie 11-rozměrné supersymetrické supergravitace. Jedenáct je minimální dimenze, ve které lze uvedenou lokálně symetrickou teorii vytvořit. Teorie superstrun vzala supergravitaci její jedinečnost. Supergravitace nešla odvodit z žádné z pěti různých superstrunových teorií, ale v roce 1995, během tzv. druhé superstrunové revoluce, se ukázalo, že superstrunové teorie a supergravitaci lze propojit při limitním růstu vazební konstanty nade všechny meze do zobecňující 11-rozměrné M-teorie.

## Princip
Při růstu vazební konstanty v teoriích IIA a HE totiž vzniká makroskopická jedenáctá (desátá prostorová) dimenze. V prvním případě (jak ukázal E. Witten) je svinuta na kružnici o obvodu L a v druhém případě na úsečku o délce L. Limita obou teorií je tedy teorií v 11-rozměrném prostoru, která získala název M-teorie, jejíž nízkoenergetickou aproximací je právě 11-rozměrná supergravitace. Tato jedenáctá dimenze je zcela neviditelná v poruchovém rozvoji, protože je to v podstatě rozvoj okolo. Název M-teorie se poprvé objevil až v říjnu 1995 a má svoji motivaci ve slovech mystérium, magično či membrány, protože  pro M-teorii jsou podstatné stavy v podobě vícerozměrných membrán.
Svinutí M-teorie na úsečku, je objevem Edwarda Wittena a našeho slavného krajana Petra Hořavy. Kalibrační grupa teorie HE se skládá z dvou stejných faktorů. Každá z těchto dvou grup žije jednom ze dvou desetirozměrných okrajů pásu jedenáctirozměrného časoprostoru. Petr Hořava pokračuje v pilné práci a přišel s úžasným návrhem na řešení záhady kosmologické konstanty. Náš svět je podle něho vhodné popisovat v řeči M-teorie se šesti souřadnicemi svinutými na Calabi-Yauovu varietu a jednou souřadnicí svinutou na úsečku. Na jednom jejím okraji (tj. jednom okraji světa) žije grupa, která zodpovídá za narušení supersymetrie. Na druhém okraji žije naše grupa, narušená do grupy standardního modelu. Hořava ukázal, že lokálně všude (včetně okrajů světa) zůstává teorie supersymetrická, což by měl být důvod pro vymizení kosmologické konstanty. Svět se jeví supersymetrickým pozorovateli kratšímu, než je délka úsečky. Ovšem globálně teorie supersymetrická není, protože oba okraje světa požadují jiný skok parametru supersymetrické transformace.
Další zajímavý princip pro M-teorii objevil E. Martinec a D. Kutasov. Zjistili, že všechny známé teorie strun je možné generovat pomocí tzv. (2,1) heterotických strun. Podobně, jako je obvyklá (1,0) heterotická teorie směsí vpravojdoucí 10D superstruny (1) a vlevojdoucí 26D bosonové struny (0), je (2,1) teorie směsí vpravojdoucí N=2 superstruny a vlevoujdoucí N=1 superstruny. Liší se v tom, že vede jen ke konečnému množství stavů, protože kritická dimenze N=2 strun je D=2 (obě souřadnice jsou ovšem jistým způsobem zdvojeny) a neobsahuje tedy žádné příčné polarizace. (Parametr N udává stupeň supersymetrie na světoploše. Kromě hodnot 0, 1, 2 s kritickými dimenzemi 26, 10, 2 se promýšlela i hodnota 4, která ovšem vede ke zcela nepoužitelné kritické dimenzi D=-2.)
N=2 superstruna obsahuje dvě časové a dvě prostorové souřadnice. Kvůli skloubení s 9+1 souřadnicemi vlevojdoucími je třeba k nim přidat a poté zase odhodit 1+1 souřadnici. (2,1) teorie tedy generuje teorii pole ve 2+2 rozměrech. Takovou membránu s 2 časovými souřadnicemi nazvali autoři M-bránou. Z 2+2 souřadnic se efektivně 0+1 nebo 1+1 odhodí, proto nám zbude teorie v 1+1 rozměrech (podle volby okrajových podmínek dostaneme různé teorie strun — bosonovou, teorii typu II, heterotickou apod.) nebo v 2+1 rozměrech, kandidát pro konzistentní teorii membrán.